# Edwin L. Marin
Edwin L. Marin (* 21. Februar 1899 in Jersey City, New Jersey; † 2. Mai 1951 in Los Angeles) war ein US-amerikanischer Filmregisseur.

## Leben und Karriere
Edwin Lawrence Marin begann seine Filmarbeit 1919 als Kameraassistent. 1932 gab er sein Debüt als Filmregisseur mit dem Film Der Todeskuß. Bela Lugosi spielte eine der Hauptrollen. Für MGM drehte er in den 1930er Jahren zahlreiche B-Movies. Sechs Filme drehte er allein mit Reginald Owen in der Hauptrolle. Ab 1941 arbeitete er als freier Regisseur für die Universal Studios und RKO. Er etablierte sich als Western- und Kriminalfilmregisseur. Er drehte vor allem mit Randolph Scott und George Raft in den Hauptrollen. Zwischen 1932 und 1951 drehte Marin über 50 Filme.
Edwin L. Marin war von 1940 bis zu seinem Tode 1951 mit der Schauspielerin Ann Morriss verheiratet. Sie hatten drei Kinder.

## Filmografie (Auswahl)
- 1932: Der Todeskuß (The Death Kiss)
- 1932: The Last Mile (Regieassistent)
- 1933: Eine Studie in Scharlachrot (A Study in Scarlet)
- 1936: The Garden Murder Case
- 1938: Listen, Darling
- 1938: A Christmas Carol
- 1938: Vorhang auf für Judy (Everybody Sing)
- 1939: Maisie
- 1939: Fast and Loose
- 1941: Maisie Was a Lady
- 1942: Der unsichtbare Agent (Invisible Agent)
- 1944: Show Business
- 1944: Mit Büchse und Lasso (Tall in the Saddle)
- 1945: Johnny Angel
- 1946: Lady Luck
- 1946: Banditen ohne Maske (Abilene Town)
- 1946: Nocturne
- 1947: Die Bestie von Shanghai (Intrigue)
- 1948: Race Street
- 1949: Canadian Pacific
- 1949: Sie ritten mit Jesse James (The Younger Brothers)
- 1949: Die Stadt der rauhen Männer (Fighting Man of the Plains)
- 1950: Die Todesschlucht von Arizona (The Cariboo Trail)
- 1950: Das Geheimnis der schwarzen Bande (Colt .45)
- 1951: Ein Fremder kam nach Arizona (Sugarfoot)
- 1951: Überfall am Raton-Paß (Raton Pass)
- 1951: Das letzte Fort (Fort Worth)